# Billbergia decora
Espèce
Classification phylogénétique
Billbergia decora est une espèce de plantes à fleurs de la famille des Bromeliaceae, originaire d'Amérique du Sud.

## Synonymes
- Billbergia baraquiniana Lem.[1] ;
- Billbergia boliviensis Baker[1] ;
- Helicodea baraquiana Lem.[1] ;
- Helicodea baraquiniana Lem. ex Baker[1] ;
- Helicodea baraquiniana Lem.[1].

## Distribution
L'espèce se rencontre en Bolivie, au Pérou et au nord du Brésil.

## Description
L'espèce est épiphyte.